# Ricardo Cavalcante Ribeiro
Ricardo Cavalcante Ribeiro (* 23. Februar 1977 in Rio de Janeiro) ist ein ehemaliger brasilianischer Fußballspieler. Seine Position war die eines Abwehrspielers.

## Karriere
Ricardo startete seine Laufbahn 1998 beim vom ehemaligen Nationalspieler Zico gegründeten Klub CFZ do Rio SE. Bereits im selben Jahr wechselte er nach Japan, wo er fast zehn Jahre für verschiedene Klubs auflief und auch Titel gewinnen konnte. Zum Ende seiner Laufbahn trat er nochmal für Klubs in Brasilien an. Mit dem EC Juventude konnte er in der Série A 2007 aber nur einen Abstiegsplatz belegen. Um danach sein letztes Jahr in der Serie C beim Joinville EC zu verbringen.

## Erfolge
Kashima Antlers
- J1 League: 1998

Sanga
- J2 League: 2005